# Something Supernatural
Something Supernatural ist das zweite Studioalbum der US-amerikanischen Hard-Rock-Band Crobot. Es erschien am 24. Oktober 2014 über Nuclear Blast.

## Entstehung
Das Album entstand durch gemeinsame Jamsessions in einem Schuppen hinter dem Haus des Sängers Brandon Yeagley. Die meisten Riffs stammten von Gitarristen Chris Bishop. Aufgenommen wurde das Album in den Machine Shop Studios in Austin, Texas. Produziert wurde Something Supernatural vom Produzenten Machine, der zuvor mit Bands wie Lamb of God zusammengearbeitet hat. Für das Lied Nowhere to Hide wurde ein Musikvideo gedreht.
Das Nowhere to Hide erzählt die Geschichte eines Sträflings, der aus einem Gefängnis ausbricht und flieht. In dem Musikvideo wird die Geschichte durch eine Gruppe Redneck dargestellt, die Aliens jagen. Die Aliens wiederum jagen eine Gruppe Zombies. La Mana de Lucifer und Night of the Sacrifice handeln vom Teufel. In dem Lied Skull of Geronimo geht es um ein angebliches Aufnahmeritual der Studentenverbindung Skull & Bones. Um in die Verbindung aufgenommen zu werden, muss man den Schädel des Apachen-Häuptlings Geronimo küssen. Einige Lieder befassen sich mit der Kultur und der Mythologie der amerikanischen Ureinwohner. Als Beispiele nannte Sänger Brandon Yeagley The Necromancer, Fly on the Wall oder Cloud Spiller.

## Titelliste
| 1. Legend of the Spaceborn Killer – 3:18 2. Nowhere to Hide – 3:03 3. The Necromancer – 3:18 4. La Mana de Lucifer – 5:35 5. Skull of Geronimo – 3:55 6. Cloud Spiller – 3:41 | 1. Fly on the Wall – 4:10 2. Night of the Sacrifice – 2:59 3. Chupacabra – 3:13 4. Wizards – 3:32 5. Queen of the Light – 5:09 6. Tap Dancin’ on a Tightrope – 3:30 |

## Rezeption
Thomas Kupfer vom deutschen Magazin Rock Hard schrieb, dass sich Crobot „frisch und unverbraucht direkt ins Herz der Retro-Rock-Bruderschaft riffrocken“. Kupfer bewertete das Album mit acht von zehn Punkten. Rezensent Michael vom Onlinemagazin whiskey-soda.de bemängelte, dass einige Lieder „einfach zu ähnlich und zu austauschbar“ wären, bezeichnete die Lieder Legend of the Spaceborn Killer und La Mano de Lucifer aber als „Hammersongs“.